# Заріччя (Ушомирська сільська громада)
Заріччя — село в Україні, в Ушомирській сільській територіальній громаді Коростенського району Житомирської області. Населення становить 229 осіб (2001).

## Історія
До 1939 року — колонія Заріччя. У 1923 році входила до складу Ушомирської сільської ради.
До 28 липня 2016 року село входило до складу Ушомирської сільської ради Коростенського району Житомирської області.

## Населення

### Мова
Розподіл населення за рідною мовою за даними перепису 2001 року:
| Мова       | Кількість | Відсоток |
| ---------- | --------- | -------- |
| українська | 227       | 99.13%   |
| російська  | 2         | 0.87%    |
| Усього     | 229       | 100%     |